# Iki (Nagasaki)
Iki (壱岐市 Iki-shi?) es una ciudad en la isla de Iki, en la prefectura de Nagasaki, Japón. En junio de 2013, la ciudad tenía un estimado de 28,008 habitantes y una densidad de población de 202 personas por km². La superficie total es de 138,57 km².

## Geografía
Iki está situada en el estrecho de Tsushima, aproximadamente 80 km al noreste de Fukuoka de la isla principal de Kyushu. La ciudad se compone de cinco islas habitadas y 17 islas deshabitadas, y toda su zona está dentro del Parque Cuasi Nacional Iki-Tsushima.

## Historia
Las islas de Iki han sido habitadas desde la  era paleolítica, y numerosos artefactos del periodo Jomon, el período Yayoi y el periodo Kofun se han encontrado. Las islas fueron organizadas como la provincia Iki bajo las "reformas" 'Ritsuryō' en la segunda mitad del siglo VII. Tras el establecimiento del shogunato Tokugawa en el periodo Edo, las islas cayeron bajo el dominio de Dominio Hirado.
A raíz de la restauración Meiji, Iki se convirtió en parte de la prefectura de Nagasaki, y se incluyó en el distrito de Iki y el distrito de Ishida, con un total de 22 aldeas. Estas se consolidaron en 12 aldeas en 1889, y el distrito de Ishida fue abolido en 1896. Mushozu se elevó a la categoría de ciudad en 1925, seguida por Katsumoto en 1935 y Takawa en 1947. Gonoura se estableció en 1955, y Takawa fue renombrada como Ashibe. Ishida se elevó a la categoría de ciudad en 1970.
La moderna ciudad de Iki se estableció el 1 de marzo de 2004, de la fusión de los municipios de Ashibe, Gonoura, Ishida y Katsumoto (todos parte del distrito de Iki).

## Economía
La isla cuenta con abundantes reservas de agua subterránea, y la agricultura es ampliamente practicada por los habitantes locales. El arroz y el tabaco son los principales cultivos comerciales. La pesca comercial y la caza de ballenas, una vez fueron el pilar de la economía local, que ahora son limitados en gran medida desde la década de 1980, aunque el erizo de mar, la sardina, la caballa, el abulón y el kombu se pescan. El turismo es un sector en crecimiento de la economía local.

## Transporte
La isla de Iki tiene terminales de ferry en Ashibe, Ishida y Gōnoura, que conectan a Iki con el Japón continental. Situado en la costa este el aeropuerto de Iki conecta la isla con el aeropuerto de Nagasaki. La Ruta nacional 382 de Japón conecta las aldeas de la isla juntas, y la empresa de autobuses "Iki-kotsu" ofrece transporte público.